# Puerto Rico op de Olympische Winterspelen 1988
Tijdens de Olympische Winterspelen van 1988, die in Calgary (Canada) werden gehouden, nam Puerto Rico voor de tweede keer deel.

## Deelnemers en resultaten

### Alpineskiën
| Olympiër         | Onderdeel        | Resultaat | Prestatie                          |
| ---------------- | ---------------- | --------- | ---------------------------------- |
| Jason Edelmann   | super g (m)      | 52e       | 2.09,93 (+30,27)                   |
| Jason Edelmann   | reuzenslalom (m) | dnf-1     | opgave run 1                       |
| Jason Edelmann   | slalom (m)       | 52e       | 2.58,72 (+1.19,25) 1.48,34+1.10,38 |
| Félix Flechas    | super g (m)      | dnf       | opgave                             |
| Félix Flechas    | reuzenslalom (m) | 67e       | 3.13,00 (+1.06,63) 1.38,01+1.34,99 |
| Walter Sandza    | super g (m)      | 56e       | 2.25,95 (+46,29)                   |
| Walter Sandza    | reuzenslalom (m) | 66e       | 3.08,77 (+1.02,40) 1.35,34+1.33,43 |
| Jorge Torruellas | slalom (m)       | dnf-1     | opgave run 1                       |
| Kevin Wilson     | super g (m)      | dnf       | opgave                             |
| Kevin Wilson     | reuzenslalom (m) | 61e       | 2.49,19 (+42,82) 1.26,31+1.22,88   |
| Kevin Wilson     | slalom (m)       | 43e       | 2.35,18 (+55,71) 1.21,73+1.13,45   |
|                  |                  |           |                                    |
| Mary Pat Wilson  | reuzenslalom (v) | dq-1      | diskwalificatie run 1              |
| Mary Pat Wilson  | slalom (v)       | dnf-1     | opgave run 1                       |

### Biatlon
| Olympiër        | Onderdeel | Resultaat | Prestatie                                     |
| --------------- | --------- | --------- | --------------------------------------------- |
| Elliot Archilla | 10 km (m) | 72e       | 47.47,4 (+22.39,3) pen.: 6 (3 + 3)            |
| Elliot Archilla | 20 km (m) | 68e       | 1:51.57,6 (+55.24,3) pen.: 13 (2 + 3 + 4 + 4) |

### Rodelen
| Olympiër (deelname) | Onderdeel | Resultaat | Prestatie                                              |
| ------------------- | --------- | --------- | ------------------------------------------------------ |
| Raúl Muñiz          | mannen    | 31e       | 3.20,962 (+15,414) (50,184 / 49,849 / 50,480 / 50,449) |
| George Tucker (2)   | mannen    | 34e       | 3.27,125 (+21,577) (50,748 / 50,249 / 51,688 / 54,440) |

Amerikaanse Maagdeneilanden · Andorra · Argentinië · Australië · België · Bolivia · Bondsrepubliek Duitsland · Bulgarije · Canada · Chili · China · Chinees Taipei · Costa Rica · Cyprus · Denemarken · Duitse Democratische Republiek · Fiji · Filipijnen · Finland · Frankrijk · Griekenland · Groot-Brittannië · Guam · Guatemala · Hongarije · IJsland · India · Italië · Jamaica · Japan · Joegoslavië · Libanon · Liechtenstein · Luxemburg · Marokko · Mexico · Monaco · Mongolië · Nederland · Nederlandse Antillen · Nieuw-Zeeland · Noord-Korea · Noorwegen · Oostenrijk · Polen · Portugal · Puerto Rico · Roemenië · San Marino · Sovjet-Unie · Spanje · Tsjecho-Slowakije · Turkije · Verenigde Staten · Zuid-Korea · Zweden · Zwitserland